# ワスカラン (船舶)
ワスカラン（Huascaran）はドイツの貨客船である。第2次世界大戦中から戦後にかけて何度も改装され、6か国の間で工作艦、貨客船、移民船、客船、留学船、クルーズ客船として波乱の船歴を辿った。

## 船歴

### ハパグ社の貨客船「ワスカラン」
1937年、ブローム・ウント・フォス社はハンブルク＝アメリカ郵船株式会社（Hamburg-Amerikanische Packetfahrt-Actien-Gesellschaft、Hapag）からディーゼル・エレクトリック推進の貨客船2隻を受注した。「ワスカラン」とその姉妹船 (Sister ship) 、「オソルノ (de:Osorno (Schiff, 1938)) 」である。それらは南米西岸航路に就役する予定であった。船名の元になったのはペルーのワスカラン山とチリのオソルノ山である。「ワスカラン」は1938年12月、ハンブルクの518番ドックから進水し、1939年4月27日に就役した。同船は全長149.32メートル、全幅18.2メートル、喫水6.7メートルで、総トン数は6,951トンであった。機関はMAN社製船舶ディーゼル機関 (de:Schiffsdieselmotor) 3基（8気筒2基、6気筒1基）合わせて6,350馬力であり、1軸推進で速力16ノットを発揮した。また1等船客専用の各船室の内装はかなり豪華で、39名を収容できた。
その処女航海 (Maiden voyage) は1939年4月29日のことであり、目的地はジェノヴァであった。5月、ハンブルクへ戻る途中で対外的にはコンドル軍団の「査閲」のためスペインを訪れていた、ヘルマン・ゲーリングを著名な旅客として船上に迎えている。1939年6月1日からはハンブルクと南米の太平洋沿岸を結ぶ定期航路に就役していたが、第2次世界大戦が勃発するまでに往復できたのは一度だけであった。

### ドイツ海軍（クリークスマリーネ）の工作艦「ワスカラン」
戦争が始まると、｢ワスカラン｣はドイツ海軍に徴用され、当初は補給物資や兵員を運ぶ輸送船として用いられた。その後、工作艦に改装され1940年に「工作艦1号」（Werkstattschiff 1）として就役する。同年6月の初め、ユーノー作戦に伴いヴィルヘルムスハーフェンからトロンハイム、並びにそこから北東に位置し、1945年までドイツ海軍が重要な基地としていたローフィヨルド (de:Lofjord) へ回航される。以後は終戦までノルウェーにあり、ほとんどの場合ローフィヨルドとボーゲン湾 (de:Bogenbucht) において、主に付近で作戦中の戦隊の整備や修理作業に従事した。
早くも1940年6月9日、駆逐艦「アカスタ」から1本の魚雷を受け後部の3連装砲塔の下に12メートル×4メートルの破孔を開けたままの戦艦「シャルンホルスト」がローフィヨルドに入港した時、現地で必要な応急修理を施すことができて「ワスカラン」の配備は報われた。その後、「シャルンホルスト」は6月20日から23日にかけてキールに帰還している。それから間もなく、戦艦「グナイゼナウ」も6月20日に潜水艦「クライド」の魚雷で大きな損害を受け、6月25日にキールで入渠する前にローフィヨルドで「ワスカラン」から応急修理を受けなくてはいけなくなった。また、重巡洋艦「プリンツ・オイゲン」も1942年2月23日、トロンハイム沖で英潜「トライデント」の雷撃により大きく損傷し、「ワスカラン」の技術者から応急修理を受けている。
同船およびその乗組員の貢献に報い、1940年4月から終戦まで「ワスカラン」で工廠長を務めた特別指揮官 (de:Sonderführer) 、ヤーコプ・ケプケ機関大尉が1945年1月28日、戦功十字章の騎士章を授かった。

### カナダの移民船「ビーヴァーブレー」
終戦時、「ワスカラン」はナルヴィクに近いボーゲン湾に停泊していた。1945年5月15日、同艦は他の水上艦4隻及びUボート15隻から構成される艦隊に加わり、ナルヴィクからトロンハイムに向かう。この艦隊はイギリス海軍の第9護衛群に捕捉され、正式に降伏した。Uボートと補給艦「ケルンテン」はスコットランドへ回航された一方、他の水上艦船4隻は全てトロンハイムへの航行を許可される。同地で「ワスカラン」は他の部隊とともに、オーセンフィヨルド (Åsenfjorden) の分岐の一つ、ローフィヨルドに収容された。
1945年11月、「ワスカラン」は1941年に撃沈された「ビーヴァーブレー」（Beaverbrae）を補填する賠償艦としてカナダの戦時資産公社  (War Assets Corporation) に引き渡された後、同社が運営するパーク汽船公社 (Park Steamship Company) に譲渡された。同船は1947年4月以降、リヴァプールで修理を受け、元の貨客船に再改装されると同年6月にモントリオールへ回航され、北アメリカ運輸社（North American Transports Inc.）に割り当てられた。その時点では、カナダの商船隊 (Merchant navy) が保有する最大の船であった。
1947年9月2日、同船は海運会社のカナダ太平洋汽船会社（Canadian Pacific Steamship Co.)に売却され、モントリオールに近いソレル＝トレーシー (Sorel-Tracy) で改装され、客室への収容人数が74名となった他、699人分の2段ベッドを備えるに至る。その外見は2本目のマストとボートデッキに追加された救命ボート、そして船尾に重なるように吊るされたボートを除いて大きく変わることはなかった。改装後の1948年2月7日、「ビーヴァーブレー」と改名され再び進水する。総トン数は9,034トンであった。そしてカナダ政府から、難民の再移植を目指すカナダキリスト教徒評議会（Canadian Christian Council for the Resettlement of Refugees、CCCRR）に提供され、以後はドイツとカナダの間で発生した、いわゆる避難民（Displaced Persons）のための移民船として就役し、28日間で両国を往復した。「ビーヴァーブレー」の特徴は、西ドイツからカナダに旅客を運ぶ一方、ドイツへ向かう際には純粋な貨物船として運用されたことにある。大きな船倉のうち、1つだけはカナダへ航行する時に客室として整備され、東へ向かう際には再び船倉として使用されたのである。	
1948年2月、「ビーヴァーブレー」は移民船として初の航海に出航。貨物を積んでセント・ジョン（ニューブランズウィック州）からロンドンへ行き、そこからさらに移民の乗船地であるブレーマーハーフェンに寄港してカナダに帰る運航を、1951年まで継続した。後期の運航では貨物は全てアントワープで降ろされるようになり、1951年以降は移民の乗船地がブレーメンになった。船会社は、避難民を募集し、選別し、ブレーマーハーフェンへ運ぶ国際難民機関およびCCCRRに協力した。同地でカナダの官吏は、潜在的な入植者の健康や危険の有無を検分し、必要な書類を交付した。どの航海でも500名から700名が運ばれ、そのおよそ5分の1が子供であった。カナダに到着すると、英語を話せる者がほとんど居なかった入植者の一人ひとりに、目的地を記した身分証が渡される。貨車を伴う2本の列車が到着したばかりの人々を、普段はモントリオールやトロント、もしくはウィニペグやさらに西の目的地へと運んで行った。その際、客車には1両ごとに別の行き先が割り当てられていた。全ての列車には厨房車1両、食堂車2両合わせて3両の特殊車両が加わっており、その内1両は夜間、乗務員の寝室として使用された。
1954年7月28日、移民船「ビーヴァーブレー」はブレーメンから最後の航海に出る。6年間、合計52回の航海でブレ―マーハーフェンやブレーメン、時にはロッテルダムやアントワープから33,259名の旅客をセント・ジョン、もしくはケベック・シティーへ運んだのであった。

### イタリアの客船「アウレーリア」
「ワスカラン」は1954年11月1日、イタリアの海運会社、コデガー社（Compagnia Genovese d’Armamento、Codegar)に売却された。同船は「アウレーリア」と改名され、トリエステに近いモンファルコーネで客船に改装された。高い収益性が見込まれる、イタリアからオーストラリアやニュージーランドへの移民船として就役するためであった。船首および船尾の部分に変更が加わった結果、全長は6.7メートル延長され139.9メートルとなった。上部構造物は近代化され、船首と船尾方向にわたって延長され、追加の救命ボートが備え付けられている。ベッドを2台、4台、6台もしくは8台備える船室が合計238室あり、それらのほとんどはかつて船倉があった場所に整えられ、ほぼ全てがツーリストクラスで合わせて1,124名の旅客を収容可能であった。屋外プール (Lido) に通じる甲板上の13室にのみ備え付けのトイレと、備え付けあるいは隣室と共有のシャワー室を備えていた。また、全船にわたって空調が行われていた。改装後、「アウレーリア」の総トン数は11,022トンとなっており、乗組員は285名を数えた。
1955年5月13日、｢アウレーリア｣はトリエステからオーストラリアのシドニーに向けて初めて出航する。1955年11月からは、新たにジェノヴァを母港 (Home Port) とする年4回のオーストラリア、あるいはニュージーランド行きの周航が始まった。ナポリ、メッシーナ、マルタ、ピレウス、ポート・サイドおよびアデンを経由してフリーマントル、メルボルンやシドニーへ向かったのである。1958年から1959年の冬にかけてさらなる近代化改装が実施され、ディーゼル機関はMAN社製の新型の物と交換され、総トン数は10,480トンとなった。改装後、「アウレーリア」はブレーマーハーフェンや、その他のヨーロッパ北方の各港を結ぶ航路へ移される。初めてブレーマーハーフェンからスエズを経由し、シドニーに向かったのは1959年6月12日のことであった。1960年から1970年にかけては、ロッテルダムやブレーマーハーフェンからオーストラリアやニュージーランドへ向かったり、サウサンプトンからシドニーに向かったりする用船契約を含め、様々な航路に就いている。1964年12月9日には、ロッテルダムからパナマ運河を経由してタヒチ、ニュージーランドとオーストラリアの各地に寄港し、スエズ運河を通って帰還する世界周航の旅に初めて出発した。このような航海は、船歴を通じて3回行われている。1967年にはオークランドからプレンティー湾 (Bay of Plenty) の火山島、ホワイト・アイランド (White Island) へ向かう4日間の「目的地のない航海」を実施した。
重要な用船契約者はアメリカの学生旅行評議会（Council on Student travel）であった。同評議会との契約に基づき、「アウレーリア」は1960年の夏、ブレーメンとニューヨークを初めて往復すると1969年9月まで年に3回から4回、合計34回にわたってニューヨークとイギリス海峡のサウサンプトンおよびル・アーヴルを周航し、学生を運んだのである。
1967年にスエズ運河が封鎖され、オーストラリアへの旅客の運送が衰退すると、コデガー社による定期運航は終焉を余儀なくされた。「アウレーリア」は1968年9月23日、ロッテルダムから最後のシドニー行きの航海に出る。シドニーからの最終便として出航したのは同年10月29日のことで、往路と復路のどちらでも喜望峰を通過する針路を取った。帰還後、旅客の収容人数を470人にまで抑えたクルーズ客船へと改装される。1969年にはサウサンプトンからマデイラ島へ向かう新しい便に就役したが、顧客の関心は低く、同島への後発便は5月にキャンセルされている。1969年から1970年にはサウサンプトンからカナリア諸島、モロッコ、地中海、スカンディナヴィアおよびバルト海の各地を周航した。しかしこれらの航海は採算に合わず、「アウレーリア」は1970年に売却された。

### ギリシャのクルーズ客船「ロマンザ」
1970年にギリシャの海運会社、チャンドリス (Chandris) が同船を購入する。そして新たに「ロマンザ」（Romanza）と改名し、ピレウス近郊のペラマ (Perama) で徹底的に近代化改装し、パナマにある子会社、チャンドリス・インターナショナル・クルーズス（Chandris International Cruises S.A.)を通じて所有した。以後、旅客650名を収容するようになった同船の総トン数は再改装後、8,891トンとなった。地中海での運航は1971年に始まり、高い人気を博して成功を収める。1977年、「ロマンザ」はパナマ船籍となり、同国のアルマンドーレス・ロマンザ社（Armadores Romanza S.A.）に譲渡される。それから間もなくして、初の海損事故に見舞われた。10月17日、エーゲ海のキクラデス諸島にあるドノウサ島 (Donousa) に座礁し、船腹を著しく損傷したのである。旅客はチャンドリス社の他の客船、｢ザ・ヴィクトリア｣（The Victoria）に収容される。｢ロマンザ｣はピレウスに曳航されると、そこで長期間の修理に入った。
続く10年間、同船は1983年にロイド・ブラジレイロ (de:Lloyd Brasileiro) 社と用船契約を結ぶなど、チャーター船として使用される一方、長い期間を休航船 (de:Auflieger) として過ごす。乾ドックに入った2年後の1988年、改めてピレウスから出航しようとしたが、下部甲板のトイレの排水管が貝類の付着によって詰まったため、それも延期されている。

### キプロスのクルーズ客船｢ロマンティカ｣
1991年、旅客707名の収容能力があった｢ロマンザ｣はキプロスのクルーズ客船運航会社、ニュー・アンバッサダー・クルーズス（New Ambassador Cruises）に売却され、｢ロマンティカ｣（Romantica）に改名した。そしてリマソールとイスラエルおよびエジプトを結ぶ航路に就役する。この就航は人気を博し、予約率も良かったが、ルイス・クルーズ・ラインズ社（Louis Cruise Lines）と競合した結果、ニュー・アンバッサダー・クルーズ社は1995年に債務超過に陥った。｢ロマンティカ｣は債権者の一つ、リマソールのアムネスティー・シッピング社（Amnesty Shipping Co.）に移譲され、再びピレウスに係留される。
1997年、同船はキプロスのクルーズ客船運航会社、パラダイス・クルーズス（Paradise Cruises）に購入されて再び修理と修復を受けた。その後、同社の｢アタランテア｣（Atalantea）と同様、地中海で2日間から5日間の周航を実施する。
1997年10月4日の早朝、リマソールからおよそ60海里の位置において機関室で火災が発生し、火の手は急速にほぼ全船を包み込んだ。旅客486名とギリシャ人、フィリピン人およびエジプト人の船員は救命ボートに移ったり、イギリス軍の軍用ヘリコプターに救助されたりして炎上する船から避難した。死者は出ていない。遭難者は駆け付けた｢プリンセサ・ヴィクトリア｣（Princesa Victoria、旧名｢ザ・ヴィクトリア｣。ルイス・クルーズ・ラインズ社に移籍して再就役していた）に再収容され、リマソールに送り届けられた。｢ロマンティカ｣の火災は収まらず、傾斜はやがて20度に達する。沈没を回避するため、同船はタグボートによってリマソール港外の浅い水域に曳航され、着底させられた。そこで10月8日、火災は完全に鎮火している。
1998年4月、廃船は解体のためエジプトのアレクサンドリアに曳航された。